# Tulbagh (wijndistrict)
Tulbagh is een wijndistrict in Zuid-Afrika. Het district behoort tot de wijnregio Coastal Region in de West-Kaap.
In 1804 werd het losgemaakt van Stellenbosch en genoemd naar een vroegere gouverneur Rijk Tulbagh. Het ligt ten noorden van Paarl en ten oosten van Swartland. De vallei is relatief bergachtig  gebied dat aan drie kanten omgeven wordt door de bergen Groot Winterhoek, Witsenberg en Obiekwaberg. In dit gebied is er niet alleen wijnbouw, maar zijn er ook graanvelden en boomgaarden te vinden.
In het algemeen worden er eenvoudige witte wijnen gemaakt, evenals wat mousserende. Gezien het relatief warme klimaat is het gebied veel geschikter voor het maken van rode wijn. Er worden dan ook steeds meer blauwe druivenrassen aangeplant en de kwaliteit neemt toe.

## Druivenrassen
- Blauw: Cabernet Sauvignon, Shiraz en Pinotage
- Wit: Chenin Blanc, Colombard